# Charles K. Kao
Charles Kuen Kao 高錕 (Shanghai, 4 novembre 1933 – Hong Kong, 23 settembre 2018) è stato un ingegnere e fisico cinese.
È stato un pioniere delle fibre ottiche nelle telecomunicazioni, tanto da guadagnarsi il titolo di padre delle fibre ottiche.

## Biografia
Nato a Shanghai nel 1933, compì i suoi studi in Inghilterra dove ottenne nel 1957 la laurea in ingegneria elettrica all'Imperial College di Londra; lavorò come ingegnere alla Standard Telephones and Cables (STC), che era allora uno dei colossi mondiali nella fabbricazione di cavi telefonici (successivamente, nel 1991 è stata assorbita dalla Nortel).
Nei laboratori della STC iniziò nel 1963 a sperimentare nel campo delle fibre ottiche, convinto che proprio questo mezzo fosse in grado di soppiantare i cavi coassiali in rame, e nel 1966 insieme a George Hockham pubblicò un articolo di importanza fondamentale sull'uso delle fibre ottiche per le telecomunicazioni: dopo aver dimostrato che la forte attenuazione del segnale nelle fibre era dovuta solo alle impurità presenti nel vetro ed era quindi superabile, Kao fissò in 20 dB/km la massima attenuazione che un cavo in fibra ottica doveva avere per essere praticamente utilizzabile per la trasmissione di segnali telefonici. Quella di Kao fu una sfida che venne raccolta dall'americana Corning Glass, che nel 1970 produsse la prima fibra ottica con attenuazione di 17 dB/km.
In seguito lasciata la STC, Kao fu direttore della ricerca alla ITT, vice-rettore dell'Università cinese di Hong Kong, amministratore delegato (CEO) della Transtech, presidente e amministratore delegato della ITX Services. Ebbe inoltre un incarico accademico al St. Joseph's College di Hong Kong.

## Riconoscimenti
Nel corso della sua carriera, Kao ha vinto numerosi premi. Tra i più significativi:
- Nel 1996 ha vinto il Japan Prize per il lavoro svolto sulla fibra ottica.
- Nel 1999 ha vinto il Draper Prize per i risultati ottenuti nel campo della ricerca ingegneristica.
- In Italia, nel 1997 ha ricevuto la laurea honoris causa dell'Università di Padova.
- Nel 2009 ha vinto il premio Nobel per la fisica.